# Circondario del Prignitz
Il circondario del Prignitz (targa PR) è un circondario (Landkreis) del Brandeburgo, in Germania.

Comprende 7 città e 19 comuni.

Il capoluogo è Perleberg, il centro maggiore Wittenberge.

## Storia
Il circondario del Prignitz fu creato nel 1993 nell'ambito della riforma amministrativa del Brandeburgo. Fu creato unendo il disciolto circondario di Perleberg con la gran parte del circondario di Pritzwalk (esclusi i comuni di Blumenthal, Grabow e Rosenwinkel), più l'Amt Gumtow già appartenuto al circondario di Kyritz.

## Geografia fisica
Il circondario del Prignitz confina a nord con il circondario di Ludwigslust-Parchim (nel Meclemburgo-Pomerania Anteriore), ad est con l'Ostprignitz-Ruppin, a sud con il circondario di Stendal (nella Sassonia-Anhalt), ad ovest con il Lüchow-Dannenberg (nella Bassa Sassonia).

## Società

### Evoluzione demografica
- Sviluppo della popolazione dal 1875 entro gli attuali confini (linea blu: popolazione; linea puntata: confronto dello sviluppo della popolazione dello stato del Brandenburgo; sfondo grigio: ai tempi del governo nazista; sfondo rosso: al tempo del governo comunista)
- Sviluppo recente della popolazione (linea blu) e previsioni

## Suddivisione
| Nome                   | Status | Amministrato da         | Popolazione (31-12-2023) |
| ---------------------- | ------ | ----------------------- | ------------------------ |
| Bad Wilsnack           | città  | Amt Bad Wilsnack/Weisen | 2 577                    |
| Berge                  | comune | Amt Putlitz-Berge       | 733                      |
| Breese                 | comune | Amt Bad Wilsnack/Weisen | 1 493                    |
| Cumlosen               | comune | Amt Lenzen-Elbtalaue    | 717                      |
| Gerdshagen             | comune | Amt Meyenburg           | 464                      |
| Groß Pankow (Prignitz) | comune | -                       | 3 854                    |
| Gülitz-Reetz           | comune | Amt Putlitz-Berge       | 445                      |
| Gumtow                 | comune | -                       | 3 241                    |
| Halenbeck-Rohlsdorf    | comune | Amt Meyenburg           | 511                      |
| Karstädt               | comune | -                       | 5 848                    |
| Kümmernitztal          | comune | Amt Meyenburg           | 376                      |
| Lanz                   | comune | Amt Lenzen-Elbtalaue    | 699                      |
| Legde/Quitzöbel        | comune | Amt Bad Wilsnack/Weisen | 575                      |
| Lenzen (Elbe)          | città  | Amt Lenzen-Elbtalaue    | 2 066                    |
| Lenzerwische           | comune | Amt Lenzen-Elbtalaue    | 462                      |
| Marienfließ            | comune | Amt Meyenburg           | 650                      |
| Meyenburg              | città  | Amt Meyenburg           | 2 129                    |
| Perleberg              | città  | -                       | 12 026                   |
| Pirow                  | comune | Amt Putlitz-Berge       | 418                      |
| Plattenburg            | comune | -                       | 3 271                    |
| Pritzwalk              | città  | -                       | 11 736                   |
| Putlitz                | città  | Amt Putlitz-Berge       | 2 589                    |
| Rühstädt               | comune | Amt Bad Wilsnack/Weisen | 454                      |
| Triglitz               | comune | Amt Putlitz-Berge       | 523                      |
| Weisen                 | comune | Amt Bad Wilsnack/Weisen | 997                      |
| Wittenberge            | città  | -                       | 16 982                   |